# Jon Cassar
Jonathan "Jon" Cassar (Valeta, 27 de abril de 1958) é um diretor e produtor canadense nascido em Malta, célebre por dirigir vários episódios e produzir o premiado seriado norte-americano de TV 24 Horas em suas sete primeiras temporadas bem como por dirigir 6 episódios dos 12 do seriado 24 Horas: Viva Um Novo Dia.
Por 24 Horas, Jon venceu dois Primetime Emmy Award: Melhor Direção em Série Dramática e Melhor Série Dramática.